# Copa FIA para Equipos
La Copa FIA para Equipos (en inglés FIA Teams' Cup) fue un campeonato de rally paralelo al Campeonato Mundial de Rally que se celebró entre 1999 y 2001 y en el que participaron únicamente equipos privados.
El primer vencedor fue el piloto español Luis Climent con el equipo Valencia Terra y Mar.

## Resultados

### Temporada 1999
| Pos | Piloto              | MON | SWE | KEN | POR | ESP | FRA | ARG | GRC | NZL | FIN | CHN | ITA | AUS | GBR | Pts |
| --- | ------------------- | --- | --- | --- | --- | --- | --- | --- | --- | --- | --- | --- | --- | --- | --- | --- |
| 1   | Luis Climent        |     |     | 3   | 2   | 1   | 1   |     | 1   |     |     |     |     |     | 1   | 50  |
| 2   | Volkan Işık         |     |     |     | 1   | 2   |     |     |     |     | 1   | 1   | 1   |     |     | 46  |
| 3   | Frédéric Dor        |     |     | 1   | 3   |     |     | 1   | 3   | 2   | 2   |     |     |     |     | 40  |
| 4   | Hamed Al-Wahaibi    |     |     | 2   |     | 4   |     |     |     | 1   |     |     |     |     |     | 19  |
| 5   | Abdullah Bakhashab  |     |     |     |     | 3   |     |     | 2   |     |     |     | 2   |     |     | 16  |
| NC  | Krzysztof Hołowczyc |     | 1   |     |     |     |     |     |     |     |     |     |     |     | 2   | 16  |
| NC  | Michael Guest       |     |     |     |     | 5   |     |     |     |     |     | 2   |     |     |     | 8   |

- Referencias[3]

### Temporada 2000
| Pos | Piloto              | MON | SWE | KEN | POR | ESP | ARG | GRE | NZL | FIN | CHI | COR | ITA | AUS | GBR | Pts |
| --- | ------------------- | --- | --- | --- | --- | --- | --- | --- | --- | --- | --- | --- | --- | --- | --- | --- |
| 1   | Toshi Arai          |     |     | 1   |     | 2   |     | 1   |     |     | 1   |     |     | 2   |     | 42  |
| 2   | Abdullah Bakhashab  |     | 2   |     |     | 1   |     | 2   |     | 1   |     |     | 2   |     |     | 38  |
| 3   | Serkan Yazıcı       |     |     |     |     |     | 1   | 4   |     |     |     |     | 1   | 1   |     | 33  |
| 4   | Frédéric Dor        |     |     |     | 1   |     | 2   | 3   |     | 2   |     |     |     |     | 2   | 32  |
| 5   | Hamed Al-Wahaibi    |     |     |     |     |     |     |     | 1   |     |     | 1   |     |     | 1   | 30  |
| NC  | Krzysztof Hołowczyc |     | 1   |     |     |     |     |     |     |     |     |     |     |     |     | 10  |

- Referencias[4]

### Temporada 2001
| Pos | Piloto                | SWE | POR | CHI | GRE | ITA | AUS | Pts |
| --- | --------------------- | --- | --- | --- | --- | --- | --- | --- |
| 1   | Henrik Lundgaard      |     | 1   | 1   |     | 1   | 2   | 36  |
| 2   | Pasi Hagström         | 1   |     |     | 1   |     | 3   | 24  |
| 3   | Hamed Al-Wahaibi      |     | 2   |     |     |     | 1   | 16  |
| 4   | Abdullah Bakhashab    | 4   |     | 2   | 2   |     |     | 15  |
| 5   | Ioánnis Papadimitríou |     | 3   |     | 3   | 2   |     | 14  |
| 6   | Stig Blomqvist        | 2   |     |     |     | 3   | 4   | 13  |
| 7   | Natalie Barratt       |     |     | 3   | 4   |     | 5   | 9   |
| 8   | Nigel Heath           | 6   | 4   |     |     |     |     | 4   |
| NC  | Janusz Kulig          | 3   |     |     |     |     |     | 4   |
| NC  | Frédéric Dor          | 5   |     |     |     |     |     | 2   |

- Referencias[5]